# Molezuelas de la Carballeda
Molezuelas de la Carballeda (en carballés Merzuelas) es un municipio y localidad española de la comarca de La Carballeda, en la provincia de Zamora, comunidad autónoma de Castilla y León.
Tiene una superficie de 34,56 km² con una población de 87 habitantes y una densidad de 2,52 hab/km².

## Historia
Molezuelas carece de yacimientos arqueológicos que indiquen de forma clara el origen de su primera población sedentaria, si bien se encuentra en un territorio en el que existen vestigios de su poblamiento prehistórico. Su nombre compuesto, ha sido relacionado en primer lugar con «muelas» (mole) con significado de molino y zoelas (zuelas) que podría aludir a la tribu prerromana perteneciente al pueblo de los astures.
Tras su reconquista por los reyes leoneses, esta localidad formó parte del proceso repoblador que emprendió dicha monarquía, quedando encuadrada desde la Edad Media en la diócesis de Astorga en lo eclesiástico, y en el Reino de León en lo civil.
Posteriormente, durante la Edad Moderna, Molezuelas estuvo integrado en la provincia de León, tal y como recoge en el siglo XVIII Tomás López en Mapa geográfico de una parte de la Provincia de León. No obstante, al reestructurarse las provincias y crearse las actuales en 1833, Molezuelas pasó a formar parte de la provincia de Zamora, conservando su adscripción a la Región Leonesa, la cual, como todas las regiones españolas de la época, carecía de competencias administrativas. En 1834 se integró en el partido judicial de Puebla de Sanabria, al que pertenece en la actualidad.
Tras la constitución de 1978, Molezuelas pasó a formar parte en 1983 de la comunidad autónoma de Castilla y León, en tanto municipio integrado en la provincia de Zamora.

## Geografía humana

### Demografía
Cuenta con una población de 46 habitantes (INE 2024).
| Gráfica de evolución demográfica de Molezuelas de la Carballeda entre 1842 y 2021                                                                               |
| |
| Población de derecho según los censos de población del INE Población de hecho según los censos de población del INEEn este censo se denominaba Molezuelas: 1857 |

## Monumentos y lugares de interés
- Iglesia de San Millán
- Ermita de la Virgen de la Puente
- Ermita de El Bendito Cristo

## Molezuelinos ilustres
- Javier Clemente. Futbolista y entrenador. Desciende de Molezuelas de la Carballeda, de donde era su abuelo Melchor Clemente, habiendo nacido Javier Clemente en 1950 en Baracaldo (Vizcaya).[12]